# A Spanner in the Works
A Spanner in the Works é o décimo sétimo álbum de estúdio do cantor Rod Stewart, lançado a 6 de Junho de 1995.

## Faixas
1. "Windy Town" (Chris Rea) — 5:12
2. "The Downtown Lights" (Paul Buchanan) — 6:33
3. "Leave Virginia Alone" (Tom Petty) — 4:07
4. "Sweetheart Like You" (Bob Dylan) — 4:54
5. "This" (John Capek, Marc Jordan) — 5:19
6. "Lady Luck" (Carmine Rojas, Jeff Golub, Kevin Savigar, Rod Stewart) — 4:25
7. "You’re The Star" (Billy Livsey, Frankie Miller, Graham Lyle) — 4:39
8. "Muddy, Sam and Otis" (Stewart, Savigar) — 4:42
9. "Hang on St. Christopher" (Tom Waits) — 4:04
10. "Delicious" (Stewart, Andy Taylor, Robin LeMesurier) — 4:43
11. "Soothe Me" (Sam Cooke) — 3:33
12. "Purple Heather" — 4:58

| Críticas profissionais                                                      | Críticas profissionais |
| Avaliações da crítica                                                       | Avaliações da crítica  |
| Fonte                                                                       | Avaliação              |
| --------------------------------------------------------------------------- | ---------------------- |
| allmusic                                                                    | [ 2 ]                  |
| Esta tabela precisa de ser acompanhada por texto em prosa. Consulte o guia. |                        |

## Paradas
| Paradas (1995) | Posição |
| -------------- | ------- |
| Billboard 200  | 35      |